# Tuesday Wonderland
Tuesday Wonderland è stato pubblicato nel 2006, e fu premiato, nello stesso anno, con il Grammy svedese come il miglior album jazz dell'anno.

## Brani
1. "Fading Maid Preludium" - 4:11
2. "Tuesday Wonderland" - 6:32
3. "The Goldhearted Miner" - 4:51
4. "Brewery of Beggars" - 8:23
5. "Beggar's Blanket" - 2:56
6. "Dolores in a Shoestand" - 8:53
7. "Where We Used to Live" - 4:27
8. "Eighthundred Streets by Feet" - 6:49
9. "Goldwrap" - 4:03
10. "Sipping on the Solid Ground" - 4:37
11. "Fading Maid Postludium" - 12:29

## Formazione
- Esbjörn Svensson - pianoforte
- Dan Berglund - contrabbasso
- Magnus Öström - batteria